# (9573) Matsumotomas
(9573) Matsumotomas ist ein Asteroid des äußeren Hauptgürtels, der am 16. Oktober 1988 von den japanischen Amateurastronomen Kin Endate und Kazurō Watanabe am Kitami-Observatorium (IAU-Code 400) auf Hokkaidō entdeckt wurde. Eine Sichtung des Asteroiden hatte es vorher schon am 3. November 1973 unter der vorläufigen Bezeichnung 1973 VW am Karl-Schwarzschild-Observatorium in Tautenburg gegeben.
Der mittlere Durchmesser des Asteroiden wurde mithilfe des Wide-Field Infrared Survey Explorers (WISE) grob mit 6,810 (± 0,531) Kilometer berechnet, die Albedo ebenfalls grob mit 0,240 (± 0,115).
Der Asteroid ist Mitglied der Koronis-Familie, einer Gruppe von Asteroiden, die nach (158) Koronis benannt ist. Die zeitlosen (nichtoskulierenden) Bahnelemente von (9573) Matsumotomas sind fast identisch mit denjenigen von sieben weiteren, kleineren Asteroiden: (22715) 1998 SQ6, (79337) 1996 TZ20, (96578) 1998 VT2, (128120) 2003 QS34, (167638) 2004 CX119, (262993) 2007 EE90 und (357753) 2005 SD80.
(9573) Matsumotomas wurde am 18. März 2003 nach dem Hausbesitzer Masaru Matsumoto (* 1936) benannt, in dessen Haus am 10. Dezember 1992 der Steinmeteorit Mihonoseki eingeschlagen war.